# 645
645 (DCXLV) fue un año común comenzado en sábado del calendario juliano, en vigor en aquella fecha.

## Acontecimientos
- Quema de la biblioteca imperial de Japón, en la era Asuka.

## Nacimientos
- Jitō, emperatriz japonesa.

## Fallecimientos
- Ricario, eremita franco.